# Graf van Maria Magdalena Langhans

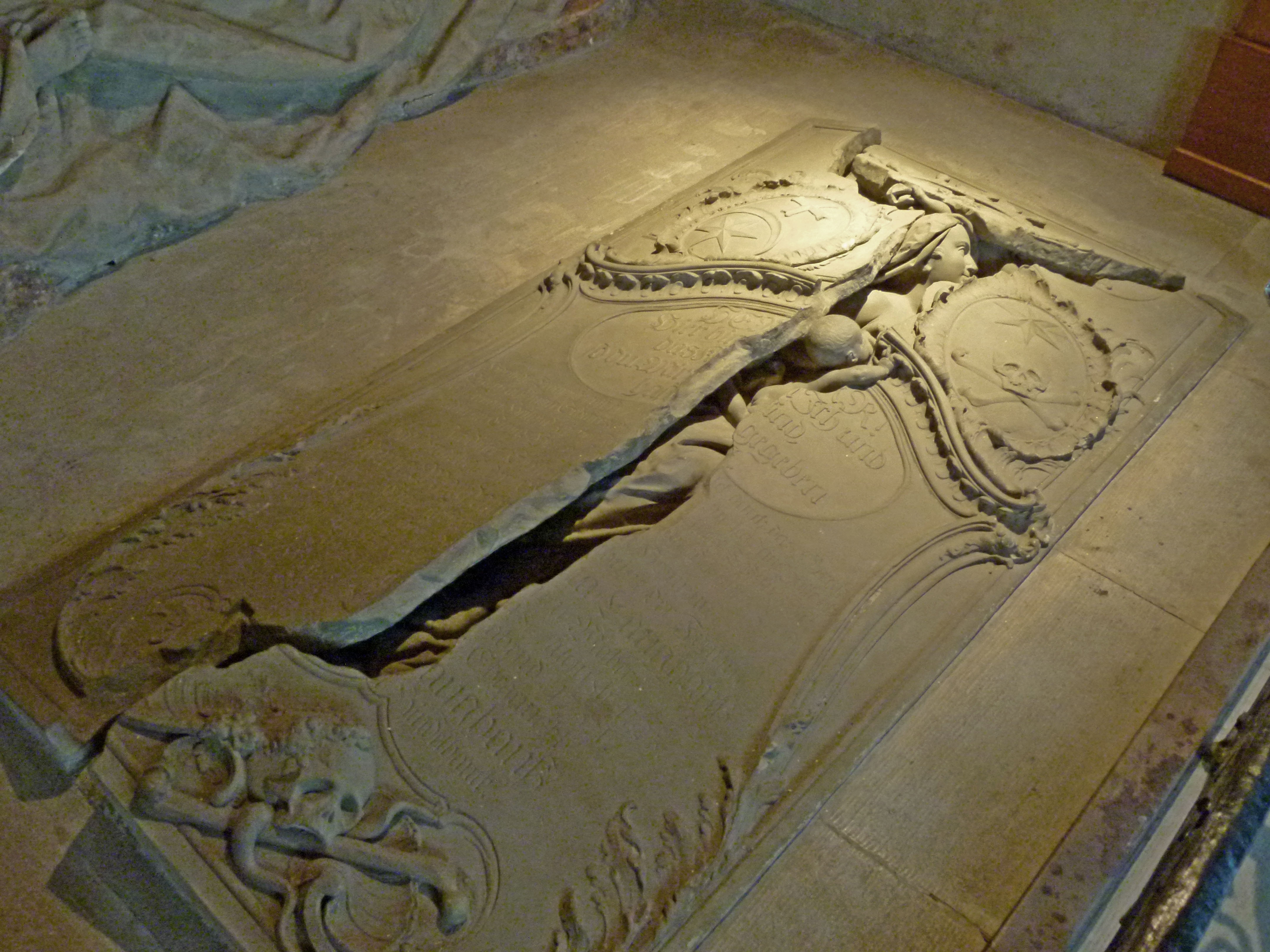
Het graf in de kerk van Hindelbank

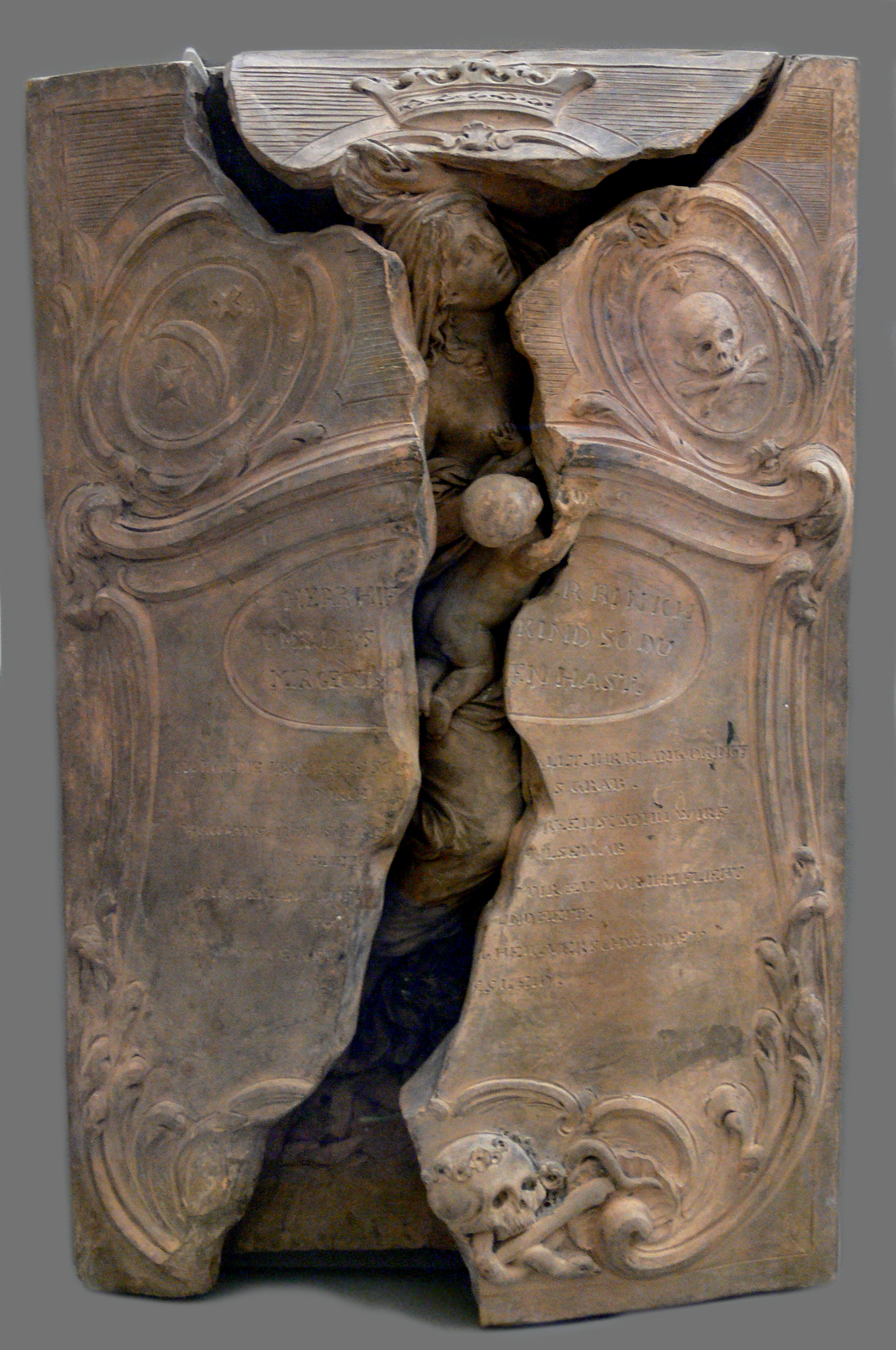
Terracotta replica door Johann Valentin Sonnenschein, ca. 1780

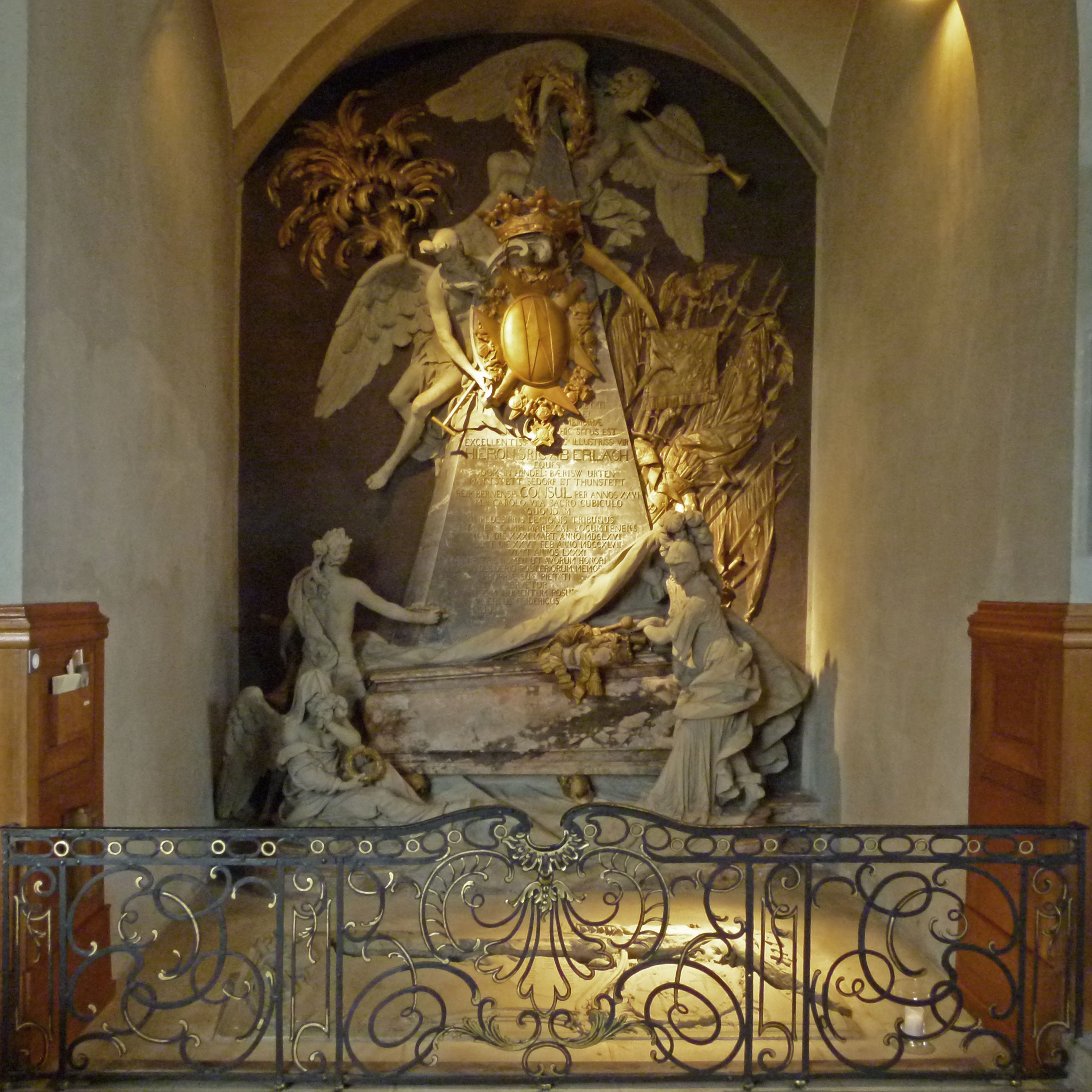
De twee grafmonumenten van Nahl in Hindelbank: tegen de muur dat van Hieronymus von Erlach en op de grond dat van Langhans

Het graf van Maria Magdalena Langhans is een werk uit 1751 van de beeldhouwer Johann August Nahl in de kerk van Hindelbank bij Bern.

## Beschrijving
Het beeld, met een afmeting van 225 x 118 cm, is gehouwen uit één brok zandsteen. Het toont Maria Magdalena Langhans en haar zoontje die op het moment van de Opstanding door de brekende grafplaat tevoorschijn komen. Met naar boven gerichte ogen en serene gezichten begroeten ze het hemelse bazuingeschal. Er bestonden antieke sarcofagen naar dit idee, die Nahl mogelijk had gezien. Op de grafplaat zijn doodssymbolen aangebracht en het wapen van de familie Langhans. Bovenaan zien we een kroon. De centrale inscriptie is een vers naar Jesaja 8, 18:
HERR!
Hier bin Ich und
Das Kind,
so du Mir gegeben
hast.
Daaronder is een gedicht van Albrecht von Haller aangebracht:
Horch! die Trompete ruft,
sie schallet durch das Grab
Wach auf mein Schmerzenskind,
leg deine Hülle ab
Eil Deinem Heiland zu,
vor ihm flieht Tod und Zeit
Und in ein Ewigs Heil
Verschwindet alles Leid

## Geschiedenis
Nahl verbleef in Hindelbank in 1751 om een graf te maken voor de overleden veldheer Hieronymus von Erlach. Tijdens de werkzaamheden in de dorpskerk logeerde de beeldhouwer bij de predikant Georg Langhans en diens 28-jarige vrouw Maria Magdalena Wäber. Op Stille Zaterdag beviel de predikantenvrouw van haar eerste kind, maar ze stierf in het kraambed en enige tijd later overleed ook de baby. Nahl, die zelf enkele maanden eerder een dochtertje had verloren, was sterk aangedaan. Hij bood aan haar te gedenken met een bijzondere graftombe, wat buitengewoon was voor een eenvoudige predikantenvrouw.
Het graf kreeg een plaats in het kerkkoor, verzonken in de vloer. De kerk werd een stopplaats op sentimentele reizen door Zwitserland en kreeg vanaf 1763 een beschrijving in reisgidsen. Beroemdheden als Wieland (1759), Lavater (1777), Goethe (1779) en Schopenhauer (1804) lieten zich het graf tonen door de koster. Manufacturen in Nyon en Niederweiler reproduceerden de sculptuur op kleiner formaat in was, terracotta en porselein. Kunstenaars als Christian von Mechel brachten het werk in prent. In de literatuur vond het weerklank bij Johann Gaudenz von Salis-Seewis, die het gedicht Bei dem Grabstein einer Wöchnerin publiceerde (Bij de grafsteen van een vrouw in het kraambed). Nikolaj Karamzin, op bezoek in 1789, tekende het verhaal op dat Nahl met het werk ook zijn grafmonument voor Von Erlach in dezelfde kerk in de schaduw had willen stellen, ontevreden als hij was dat hij het met verguldsel had moeten bederven.
Een groot deel van de kerk werd in 1911 door brand verwoest, maar het graf van Maria Langhals bleef ongeschonden omdat het tegen het vallende puin werd beschermd door houten klapluiken die in 1782 waren aangebracht. In de 20e eeuw werd het graf verplaatst naar de familiekapel Von Erlach en permanent zichtbaar gelaten achter een smeedijzeren hek.

## Voetnoten
1. ↑  Nikolaj M. Karamzin, Reizen door Rusland, Duitschland, Zwitzerland, Frankrijk en Engeland, vol. II, 1805, p. 36-38. Gearchiveerd op 16 juli 2023.